# 弗 (谢尔省)
弗村（法語：Feux，法語發音：[fø] ⓘ）是法国谢尔省的一个市镇，位于该省东部偏北，属于布尔日区。

## 地理
弗村（47°13'49"N, 2°51'28"E）面积27.46 平方千米，位于法国中央-卢瓦尔河谷大区谢尔省，该省份为法国中部省份，北起卢瓦雷省，西接卢瓦-谢尔省和安德尔省，南至克勒兹省，东南接阿列省，东临涅夫勒省。
与弗村接壤的市镇（或旧市镇、城区）包括：加德福尔、格鲁瓦斯、埃里、雅洛涅、吕尼香槟、圣布伊兹、桑塞格、维农。
弗村的时区为UTC+01:00、UTC+02:00（夏令时）。

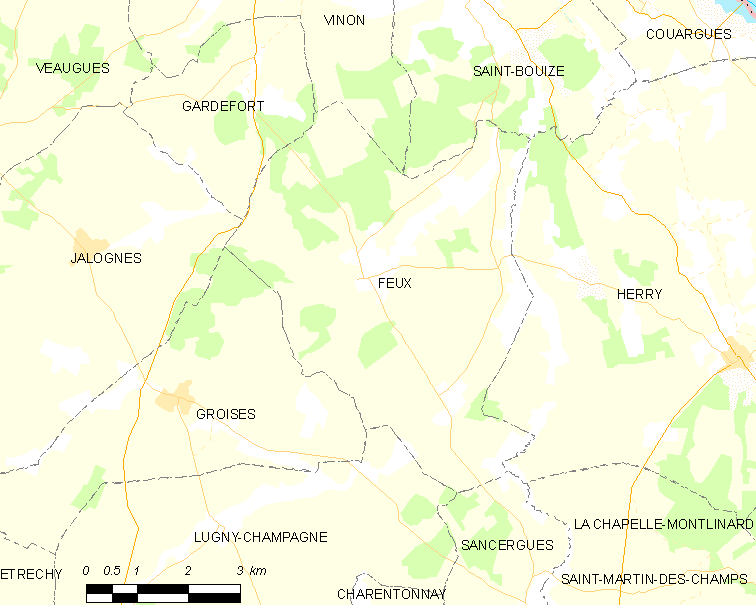
弗村的OSM定位图

## 行政
弗村的邮政编码为18300，INSEE市镇编码为18094。

## 政治
弗村所属的省级选区为桑塞尔县。

## 人口

1962-2008年间弗村人口变化图示

弗村于2022年1月1日时的人口数量为323人。